# Tom Archia
Tom Archia, geboren als Ernest Alvin Archia (Groveton, 26 november 1919 - Houston, 16 januari 1977), was een Amerikaanse jazzsaxofonist (tenor).

## Biografie
Archia begon met de viool en wisselde daarna naar de saxofoon. In zijn buurt in Houston, waar hij opgroeide, woonden toentertijd Illinois Jacquet en diens broer Russell. Op de highschool zat hij in de schoolband (onder Percy McDavid), met de gebroeders Jacquet en Arnett Cobb. In 1935 hoorde Duke Ellington zelf, wiens composities werden bestudeerd door de band, tijdens een bezoek de band spelen. Hij ging na de school met de band van Milt Larkin op tournee, met Eddie Cleanhead Vinson, Illinois Jacquet en Arnett Cobb. Ze speelden in de 'Rhumboogie Café' in Chicago, waar de uit Texas gearriveerde bandleden stapsgewijs door meer bekende bands als die van Lionel Hampton en Cootie Williams werden weggehaald en Larkin uiteindelijk in 1943 moest opgeven. Archia nam in 1943 op met Roy Eldridge. In 1943/1944 was hij in de Dream Band van het 'Rhumboogie Café', waarin ook Charlie Parker speelde. 
Midden jaren 1940 ging hij naar Los Angeles, waar hij ging spelen in het combo van Howard McGhee, opnam met Illinois Jacquet en Helen Humes en Dinah Washington begeleidde. In 1946 was hij weer in Chicago, waar hij speelde in de 'Macomba Lounge Club' van Leonard Chess,  totdat deze in 1950 afbrandde. Ook nam hij onder zijn eigen naam op voor Aristocrat Records als Tom Archia & his All Stars. Hij nam ook op met Wynonie Harris en Hot Lips Page, leverde tenorduels met Gene Ammons, speelde met rhythm-and-blues- en bluesmuzikanten (opname met Lonnie Johnson) en nam in 1952 nogmaals op met Dinah Washington. Tijdens de jaren 1969 ging het met hem bergaf. Bij tijden kon hij niet spelen wegens een gebroken kaak en zijn zus haalde hem in 1967 uit Chicago terug naar Houston, waar hij in verschillende bands speelde. In 1973 was hij met Arnett Cobb lid van de Sonny Franklin Big Band.

## Overlijden
Bij zijn overlijden in 1977 kreeg hij een jazzbegrafenis in de wijk Fifth Ward in Houston, waar hij opgegroeid was. Tom Archia werd 57 jaar.
- Bibliothèque nationale de France: cb14150507q (data)
- Gemeinsame Normdatei: 1119811325
- International Standard Name Identifier: 0000 0000 4204 1960
- Library of Congress Control Number: no2002019639
- MusicBrainz: 4d159ab4-aaae-476e-924a-bd00280a5886
- Virtual International Authority File: 68593825
- WorldCat: E39PBJkCYPhhrBjgkQD64B9VYP